# Slobodanka Rakić Šefer
Slobodanka Rakić Šefer (Duvanište, (Šabac), 1953) srpski je akademski slikar iz Beograda.
Član je ULUS-a i Udruženja likovnih stvaralaca Šapca od 1977. godine, LADE - Društva srpskih umetnika od 1978. godine, kao i ULUPUDS-a od 2012. godine. Učestvovala je na preko šest stotina likovnih izložbi u zemlji i u inostranstvu.

## Biografija
Rođena je 27. januara 1953. godine u Duvaništu u Mačvi. Gimnaziju završila je u Šapcu i iste godine je primljena na slikarski odsek Fakulteta likovnih umetnosti u Beogradu. Diplomirala je 1976, a 1978. godine završila i postdiplomske studije na istom fakultetu.
Oko 3.500 njenih radova nalazi se u brojnim kolekcijama na svim kontinentima. Veliki broj njenih dela je u muzejsko-galerijskim ustanovama nekadašnje Jugoslavije, kao i u mnogim državnim i privatnim kolekcijama. Između ostalih, to su:
- Narodni muzej u Beogradu
- Narodni muzej Šabac
- Biblioteka šabačka
- Narodni muzej Kragujevac
- Narodni muzej Novi Pazar
- Narodni muzej Kraljevo
- Dom omladine u Skoplju
- Dom kulture u Ivanjici
- Galerija umetnosti u Prištini
- Opština  Prokuplje
- Muzej u Prijepolju
- Muzej u Jagodini
- Muzej u Trebinju
- Srpski kulturni centar u Subotici
- Legat Jefimija u Trsteniku
- Narodna biblioteka Srbije
- Biblioteka grada Beograda
- Ministarstvo za nauku i tehnologiju RS
- Radio Beograd
- Ministarstvo odbrane RS
- Kolekcija RTS-a
- Zavod za izradu novčanica i kovanog novca u Topčideru
- Udruženje pisaca u Pekingu
- Kulturni centar Šabac
- Zavod za proučavanje kulturnog razvitka Beograd
- Svetogorska riznica - Fond umetničkih dela

O njenom radu pisali su likovni kritičari, istoričari umetnosti ali i mnogi drugi... Preko 2.500 tekstova, prikaza, pesama i likovnih kritika posvećeno je njoj i njenim delima.
Nekoliko desetina knjiga i časopisa koristilo je njene slike i crteže za svoje naslovne strane ili korice, a zastupljena je i u mnogim knjigama, među kojima su:
- Spomenica Šabačke gimnazije 1937-1987
- Likovna umetnost u Šapcu 1900- 1987, Radovan Mirazović
- Kosovo ikona srpstva, Radivoje Papović
- Mačvani iz mog pera, Ljubiša Đukić
- Šabac moje mladosti, Ivan Glišić[5]
- Srpski slikari i vajari 1920—2000, Vladeta Vojinović
- Tajna Julijane Beljanski, Svetlana Porović Mihajlović
- Srpsko slikarstvo XX veka, Dr Stanislav Živković
- Panonski likovni panoptikum, Dr Aleksandar Milenković
- Lipolist kroz vekove, Miloš Simić
- Ulica koju volim, Aleksandra Marković
- Likovne sveske, Dr Pavle Vasić
- Rajska ptica, Mira Belić Koročkin
- Spomenar, Mila Milosavljević
- Monografija Galerije 107, Olivera Vukotić
- Kako postati slikar, Branislav Kovač
- Razgovori sa stvaraocima, Milisav Milenković
- Moje simpatije, Dr Ratko Božović
- Beogradski portreti, Muharem Durić
- Viđeniji Mačvani mačvanskog sreza, Miomir Filipović Fića
- Monografija - Otisak svetlosti, Branko Pelinović
- Šapčanke, Živana Vojinović
- , Zavod za udžbenike i nastavna sredstva
- (Heft 5, Jahre  2014)
- Šabac - Mali Pariz, Petar  Savković
- 25 godina Međunarodne likovne kolonije Poganovski manastir, Jelena Pavličić
- Likovni pečat, Dejan Đorić
- Odobrani eseji, Nikola Kusovac[6] i druge knjige i časopisi
- Vajarska tajna Stanimira Pavlovića, Stanislav Živković
- Susretanja, Obrazovni krug 2020. i druge knjige i časopisi.
- LIKOVNA ZBIRKA, katalog slikara i dela, Narodni muzej Šabac, 2021. Tatjana Dj. Marković
- Srpska misao, casopis za kulturu i umetnost, br. 15, 16 i 17. za 2022. godinu
- Ukoričena sećanja, povodom 120 godina „Politike”, Dragutin P. Gregorić
- Likovni raskovnik Tiodor  Rosić, Prima izdavaštvo, 2024.[7]

## Bibliografija
Godine 2006. u izdanju „Derete”, a pod pokroviteljstvom  Ministarstva kulture Republike Srbije, objavila je knjigu Ispod streje dedine kolibe. Knjiga je posvećena najranijem detinjstvu provedenom u selu Lipolist i govori o narodnim običajima u Mačvi polovinom 20. veka. Književna kritika je ovu knjigu lepo primila i ona je i danas rado čitana.
Druga knjiga, pod nazivom Kuća puna milja, u pripremi je za štampu. U ovoj knjizi se govori o različitim ličnostima, njenim profesorima od osnovne škole do fakulteta, kolegama sa studija, ljudima koje je srela i sa kojima se družila kao i o mnogim drugim temama.

## Samostalne izložbe
- 1965. Šabac, Osnovna škola Vuk Karadžić
- 1966. Šabac, Osnovna škola Vuk Karadžić
- 1967. Šabac, Osnovna škola Vuk Karadžić
- 1969. Šabac, Gimnazija Vera Blagojević
- 1971. Šabac, Dom omladine Vera Blagojević
- 1973. Šabac, Dom omladine  Vera Blagojević
- 1977. Beograd, Galerija Kolarčevog narodnog univerziteta
- 1978. Skoplje, Dom na mladite 25 maj
- 1979. Nova Varoš, Dom kulture
- 1980. Zemun, Galerija Galenika i Zemun, Galerija Pinki
- 1981. Novi Pazar, Galerija Sopoćanska viđenja
- 1982. Pančevo, Savremena galerija Olga Petrov Beograd, Biblioteka Bora StankovićKraljevo, Galerija Narodnog muzeja
- 1983. Smederevo, Galerija Narodnog muzeja Beograd, Biblioteka "Đuka Dinić Kragujevac, Mali likovni salon
- 1985. Nova Varoš, Dom kulture Prijepolje, Dom revolucije
- 1987. Beograd, Galerija Vojnomedicinske akademije
- 1988. Beograd, Biblioteka Isidora Sekulić Vršac, Narodni muzej - Apoteka na stepenicama Bela Crkva, Narodni muzej Vršac, Galerija Hemofarm
- 1989. Beograd, Galerija Doma JNA Beograd, Galerija Vojnomedicinske akademije Priboj na Limu, Galerija Pivo Karamatijević i Osnovna banka Priboj
- 1989/90. Ljubljana, Galerija Krka
- 1990. Ivanjica, Dom kulture Beograd, Galerija Radio Beograda Beograd, Galerija Međunarodnog pres-centra Beograd, Galerija pozorišta - Scene Bojan Stupica Beograd, "Romantik" klub
- 1991. Pančevo, Galerija centra za kulturu Olga PetrovČačak, Likovni salon Doma kulture Beograd, Klub čitalaca BIGZ-a Beograd, Galerija pozorišta - Scene Bojan Stupica
- 1992. Beograd, Galerija Kulturnog centra
- 1993. Beograd, Galerija "12 +"
- 1994 . Leskovac, Galerija Sunce Beograd, Galerija-knjižara Plavi jahačSu botica, Galerija Likovni susretLazarevac, Galerija SavremeniciSombor, Galerija Likovna jesen
- 1995. Leskovac, Galerija SunceBeograd, Galerija MM Beograd, Galerija GSP
- 1996. Leskovac, Galerija Sunce Beograd,Galerija ULUS Šabac, Narodni muzej
- 1996/97. Beograd, Jugoslovenska galerija umetničkih dela
- 1997. Leskovac, Galerija Sunce
- 1997/98. Priština, Galerija umetnosti
- 1998. Prokuplje, Galerija Boža Ilić
- 1999. Beograd, Galerija Kolarac
- 2000. Pančevo, Galerija Madam Beograd, Galerija "Agrobankaart" Beograd, Galerija Međunarodnog pres-centra
- 2001. Kragujevac, Dom omladine - Galerija akvarela Novi Sad, Galerija Renata
- 2002. Beograd, Biblioteka grada Beograda Lengenbah, Austrija, Galerija Lengenbah (sa slikarom Milenkom Aćimovićem i vajarom Stanimirom Pavlovićem)
- 2003. Beograd, Galerija  EnergoprojektBeograd, Biblioteka grada Beograda Banja Luka, Muzej Republike Srpske (sa slikarima 	                                   Miodragom Jankovićem - Jaletom, Zorkom Cerović  i Acom Jovanovićem) Prijepolje, Muzej u Prijepolju, Beograd, Galerija Centralnog doma Vojske Šabac, Kulturni centar
- 2004. Sremska Mitrovica, Muzej SremaVršac, Gradski muzejTrstenik Jefimijini dani Beograd, Kafe Moment
- 2004. Beograd, Biblioteka grada Beograda (sa slikarkama, Desom Kerečki,Tanjom  Đokić i Danicim Bastom)
- 2005. Zlatibor, Institut ČigotaBeograd, Klub Vračar
- 2006. Pariz, Kulturni centar Srbije (sa slikarima Brankom Miljušem, Dragoslavom Živkovićem i Goranom Mitrovićem) Beograd, Galerija SokorofLazarevac, Moderna galerija Beograd, Galerija ULUS
- 2007. Šabac, Biblioteka šabačka
- 2008. Užice, Moderna galerija Zemun, Galerija "107"[8]
- 2009. Beograd, Galerija Feniks
- 2010. Subotica, Srpski kulturni centar Sveti Sava Beograd, Mali Singidunum (sa slikarkom Ivankom Živković)
- 2012. Beograd, Galerija ULUS
- 2013. Šabac, Dom kulture Beograd, Galerija Biblioteke grada Beograda
- 2014. Beograd, Galerija Zavoda za proučavanje kulturnog razvitka
- 2015. Beograd, Galerija Biblioteke grada Beograda[9]
- 2016. Beograd, Galerija Zavoda za proučavanje kulturnog razvitka[10]
- 2016. Beograd, Galerija Biblioteke grada Beograda
- 2017. Beograd, Galerija Jugoexport
- 2017. Prijedor, Galerija 96 (Galerija „Sreten   Stojanović”)
- 2017. Kruševac, Narodni muzej, Kuća  Simića
- 2018. Šabac, Gimnazija šabačka
- 2018. Pula, Srpski kulturni centar u Istri
- 2018. Beograd, Mala galerija Doma Vojske
- 2022. Beograd, Galerija Singidunum[11][12]
- 2023. Šabac, Galerija Kulturnog centra[13][14]
- 2024. Beograd, Galerija Zavoda za proučavanje kulturnog razvitka- ZAPROKUL,[15][16]

## Nazivi nekih izložbi
- NEŠTO O MENI PLAVO - Međunarodni pres centar TANJUG-a, Beograd, oktobar 2000.
- STAZA OD SNOVA - Galerija Doma vojske, Beograd, oktobar 2003.
- TO JA SANJAM BUDNIM OKOM - Galerija „Savremenici”, Lazarevac, novembar 2006.
- Galerija ULUS,- Beograd, decembar 2006.
- RAJSKI VRTOVI - Moderna galerija, Užice, maj 2008.
- U PTICI JE PESMA - Galerija „107”, Zemun, decembar 2008.
- ONA SANJA... NE BUDITE JE! - Galerija "Feniks", Beograd, septembar 2009.
- CVETNA NEDELJA - Galerija Srpskog kulturnog centra "Sveti Sava", Subotica, mart - april 2010.
- NISAM VILA DA ZBIJAM OBLAKE - Galerija ULUS, Beograd, novembar-decembar 2012.
- OPET JE PROLEĆE - crteži i akvareli Galerija Kulturnog centra Šabac, 17-27 maj 2013.
- KUĆA OD SNOVA - Galerija „Atrijum” Biblioteke grada Beograda, 4-25. decembar 2013.
- AVGUST JE, LETO ZRI - Biblioteka grada Beograda, avgust 2015.
- DOK TAMJANIKA ZRI - Galerija Zavoda za proučavanje kulturnog razvitka - ZAPROKUL, Beograd, januar - februar 2016.
- AVGUST JE OPET KO NEKAD, Biblioteka grada Beograda, Beograd, avgust 2016.[17]
- ZVONA RADOSTI, Galerija 96 (Galerija „Sreten Stojanović”), Prijedor, mart–april 2017.
- U SLAVU VINOVE LOZE, Narodni muzej Kruševac, Kuća Simića, novembar-decembar, 2017.[18]
- ZOV RADOSTI, Gimnazija šabačka, Šabac, mart–april, 2018.[19]
- OTKRIVANJE TAJNI, Srpski kulturni centar u Istri, Pula, oktobar 2018.
- U SRED ZEMALJSKE BAJKE, Mala galerija Doma Vojske, Beograd, oktobar 2018.[20]
- TATINE PRINCEZE, Galerija Singidunum, Beograd, jul-avgust 2022.[21][22]
- GROZDJE NAM JE OPET RODILO, Galerija Kulturnog centra Šabac, 18 — 29. septembar, 2023.
- U VINOGRADU SVETOG TRIFUNA, Galerija Zavoda za proučavanje kulturnog razvitka, 8–27. februar 2024.[23][24]

## Ciklusi slika
- Rani radovi - studijske slike
- Vajati svetlosti - bele slike
- Medeni vajati - pčele
- Vajati spokoja - molitvenici
- Sinteze, obrade, citati
- Staze snova - stolice
- Rajske ptice - paunovi
- Nisam vila da zbijam oblake - zapisi, narodne umotvorine, kuvarice
- U slavu vinove loze - loza, grožđe, vinogradi, zdravice
- Kućne loze - domaće životinje
- Kroz lavande Tamnjanice

## Nagrada „Profesor Stevan Šefer”
Slobodanka je 2016. godine ustanovila Nagradu „Profesor Stevan Šefer”, kada je preminuo njen suprug profesor dr Stevan Šefer, koji je 40. godina radio na Vojno medicinskoj akademiji i bio načelnik Klinike za anesteziju. U konsultaciji sa profesorom dr Nebojšom Jovićem, maksilofacijalnim  hirurgom, tadašnjim dekanom Medicinskog fakulteta VMA, došlo se do ideje da se svake godine na dan fakulteta nagradi jednom njenom slikom najbolji mladi doktor, student generacije.
Nastavničko veće je prihvatilo njenu odluku koja se ostvaruje svake godine i do sada su nagradu dobili:
- dr Goran Savić, 2015.
- dr Nemanja Jaćimović, 2016.
- dr Miloš Danilović, 2017.[26]
- dr Sanja Milutinović, 2018.[27]
- dr Stefan Spirić, 2019.
- dr Hadži Miodrag Mladenović, 2020.
- dr Tijana Stanojković, 2021.[28]
- dr Mladen Hadži Makunčević, 2022.[29]
- dr Dijana Đokić, 2023.[30]
- dr Aleksandra Stajić, 2024.[31]
- dr Marija Aleksić. 2025.[32]

## Nagrade i priznanja
- 1971. Podrinjska omladinska nagrada za slikarstvo
- 1972. Nagrada Fakulteta likovnih umetnosti za  postignuti uspeh u prvoj godini studija
- 1973. Nagrada Fakulteta likovnih umetnosti za postignuti uspeh u drugoj godini studija
- 1976. Nagrada Univerziteta umetnosti  u Beogradu na završnoj godini studija
- 1978. Prva nagrada Oktobarskog salona u Šapcu
- 1980. Prva nagrada na izložbi Novi Beograd u delima likovnih umetnika Otkupna nagrada Muzeja grada Beograda na izložbi Beograd inspiracija umetnika
- 1992. Nagrada za slikarstvo na XX izložbi članica ULUS-a u Kragujevcu
- 1994. Nagrada na izložbi Tesla u delima likovnih umetnika u Narodnom muzeju u Beogradu
- 1995. Druga nagrada "Vitala" iz Vrbasa na konkursu Suncokret
- 1996. Zlatna značka Kulturno prosvetne zajednice Srbije
- 1998.Jugoslovenska nagrada Boža Ilić za najbolju izložbu održanu u Galeriji umetnosti u Prištini 1997/98. godine[33]
- 1999. Prva nagrada Oktobarskog salona u Šapcu
- 2000. Druga nagrada na I međunarodnoj smotri likovnih stvaralaca u Jagodini
- 2010. Zlatni beočug Kulturno prosvetne zajednice Beograda za 2009.[34][35]
- 2011. Plaketa Kreativna dama 2010. u okviru projekta Uspešne žene Srbije
- 2013. Nagrada „Mara Lukić Jelesić” za doprinos razvoju likovne umetnosti u Šapcu
- 2013. Zlatna diploma na prvoj izložbi „BEOGRAD IN”
- 2016. Beograd, Povelja 22. Beogradskog salona
- 2017. Beograd, Povelja 24. Beogradskog salona
- 2018. Beograd, Zlatna plaketa Beogradskog salona
- 2020. Vukova nagrada, Kulturno prosvetna zajednica Srbije[36][37][38]

## Galerija radova (izbor)
- Otkrivanje tajni, ulje na platnu, 65 x 100 cm, 1982.
- Želela sam da bude šuma,ulje na platnu, 120 x 90 cm, 1988.
- Mali koncert, ulje na platnu, 40 x 50 cm, 1990.
- Brod, ulje na platnu, 84 x 108 cm, 1993.
- Kralj, ulje na platnu, 90 x 120 cm, 2007.
- Molitva mladom mesecu,ulje na platnu, 50 x 100 cm, 2007.
- Slavlje, ulje na platnu, 50 x60 cm, 2007.
- Zdravica za njih dvoje,ulje na platnu, 80 x 60 cm, 2008.
- Anne Sophie Mutter,ulje na platnu, 108 x 84 cm, 2009.
- Zdravica za domaćina, ulje na platnu, 90 x 120 cm, 2010.
- Babina bašta,ulje na platnu, 90 x35 cm, 2010.
- Cvetna nedelja,ulje na platnu, 90 x 35 cm, 2011.
- Gretin vrt,ulje na platnu, 65 x100 cm, 2011/12.
- Gospođica u Dejanovom voćnjaku,ulje na platnu, 90 x120cm, 2012.
- Gospođica u Petrovom konaku,ulje na platnu, 108 X 84 cm, 2012.
- Da medonosni budu svi naši ovozemaljski dani,ulje na platnu, 108 x 84 cm, 2012.
- Jedna stara meni draga loza, ulje na platnu, 3O,5 x 20 cm, 2014/15.
- Opojni miris mladog vina,ulje na platnu, 40 x 40 cm, 2014/15.
- Dok tamjanika zri,ulje na platnu, 70 x 35 cm, 2015.
- Prva berićetna berba,ulje na platnu, 40 x50 cm, 2015.
- Blago iz kamena,ulje na platnu, 40 x 40 cm, 2015.
- Ledene bobice za „Ledeno vino”,ulje na platnu, 30 x60 cm, 2015.
- Avgust je opet k'o nekad, ulje na platnu, 70 x 35 cm, 2015.
- Raspevana stolica Svetog Trojstva, ulje na platnu, 40 x 50 cm, 2015.
- Kao biseri u tajnoj škrinji,kao srce u telu našem, ulje na platnu, 35 x 28 cm, 2015.
- Pod vinjagom „vranca”, ulje na platnu, 40 x50 cm, 2015.
- Sećanje na Veliku Hoču,ulje na platnu, 100 x 80 cm. 2015/16.
- Berićetna berba, ulje na platnu, 84 x 108 cm, 2015/16.
- Ko jedan vrt, ulje na platnu, 30 X 30 cm, 2006.
- Letnje popodne u vikendici pod Avalom, ulje na platnu, 60 x 80 cm, 2016-2017.
- Tatine princeze, ulje na platnu, 30 x 25 cm x 2, 2019.
- Zemljopis moje zemlje, ulje na platnu, 90 x 35 cm, 2010-2011.

## Spoljašnje veze
- Zvanična internet prezentacija
- Biografija Slobodanke Rakić Šefer
- RTS/Savremeni slikari: Slobodanka Rakić Šefer
- Grožđe i vino su filozofija života - intervju („Politika”, 18. oktobar 2018)
- „Mi smo vinski narod”. Glas Podrinja. Приступљено 2. 8. 2020.
- „Najjača umjetnost pulsira kao bilo umjetnika”. Dan online. Приступљено 2. 8. 2020.
- „Intervju:Slobodanka Rakić-Šefer, slikar”. Obrazovni krug/Susretanja. Приступљено 3. 12. 2020.
- „Glas Info - Slobodanka ŠEFER: Narodno blago sačuvano na platnima”. You Tube. Приступљено 13. 6. 2021.
- „Slobodanka Rakić Šefer: „Umetnost je svojevrsna lična molitva“”. Ona magazin. Архивирано из оригинала 16. 07. 2021. г. Приступљено 16. 7. 2021.
- Vojinović, Živana (22. 08. 2022). „Moje gospođice su rođene na Šabačkom vašaru”. Podrinske. Приступљено 22. 8. 2022.
- „Porodična penzija je kazna za stvaraoce i gotovo svakog ko je prima”. Подрињске новине. Приступљено 14. 2. 2023.
- „Hrišćanski pristup vinovoj lozi i grožđu”. Podrinske. Приступљено 24. 9. 2023.
- „Уметничка дела (део списка)” (PDF). Манастир Хиландар. Приступљено 12. 10. 2023.
- Vojinović, Živana (2. 12. 2024). „Intervju: Moja Mačva zablistala i na poljima lavande u Tamnjanici”. Приступљено 2. 12. 2024.
- [1]

1. ↑  „Čarobna Božja bašta sa polja Tamnjanice i moje Mačve”. Подринске. Приступљено 2. 8. 2025.